# Beypore
Beypore (alternativt Beypur, Baipur eller Bepur) är en stad i distriktet Kozhikode i den indiska delstaten Kerala på Malabarkusten. Beypore ingår i Kozhikodes storstadsområde och hade 69 752 invånare vid folkräkningen 2011. Staden har varit viktig för sin handel och sitt skeppsbyggeri.